# Kan ha diskan
Der Kan ha diskan ist Teil der bretonischen Kultur, speziell der Musikkultur. Der Kan ha diskan entwickelte sich zusammen mit den bretonischen Tänzen und beschreibt einen speziellen Gesang aus mindestens zwei Sängern: einem Vorsänger (kaner männlich oder kanerez weiblich) und mindestens einem weiteren Sänger (diskan).
In dieser Form ist der Kan ha diskan vor allem in der Zentralbretagne verbreitet. Im Gegenzug ist das Antwortlied ohne die charakteristische Kachelung eher in der südlichen Bretagne verbreitet.

## Beschreibung
Der Kan ha diskan ist eine Gesangstechnik aus mindestens zwei Sängern. Beide singen nach einem Kachel-Prinzip: Der erste Sänger trägt seine Strophe vor. Der zweite Sänger steigt bei der letzten Silbe ein, die von beiden gesungen wird. Der zweite Sänger trägt dann direkt seine Strophe im Anschluss vor. Beim Wechsel zum ersten Sänger wird gleich verfahren. Die letzte Silbe wird von beiden Sängern vorgetragen.
Der Begriff kann als Gesang und Erwiderung verstanden werden. Traditionell wird dies A capella gesungen, ohne Begleitung von Musikinstrumenten. Der Vorsinger (Kan) singt einen Vers, der von den anderen Sängern (diskan) aufgenommen wird, beginnend mit der letzten Silbe des vorherigen (Kachelung).
Die letzte Silbe eines Verses wird vom nächsten Sänger aufgenommen. So wird eine sonst übliche Pause zwischen zwei Sängern vermieden. Die Aufteilung der Verse auf zwei Sänger dient der Entlastung der Sänger, die dann nicht durchgängig singen müssen.
Wenn der Kan ha diskan von zwei Musikern auf einer Bühne vorgetragen wird, dann stehen beide Sänger in der Regel Hüfte an Hüfte und fassen sich gegenseitig an den Hüften oder Schultern. Der Rhythmus wird durch die Füße mitgetragen.

## Einbettung im Alltag
Der Kan ha diskan war im ländlichen Alltag in der Bretagne weit verbreitet und wurde bei alltäglichen Tätigkeiten genutzt, die in der Gruppe vollführt wurden. Neben Begleitung für festliche Zeremonien oder Feiern wurde dies auch bei Arbeiten auf dem Feld, Dreschen des Getreides, Planieren des Lehmbodens in Häusern.

## Übertragung auf Musikinstrumente
Diese Technik wird in der bretonischen Musik auch von Musikinstrumenten angewendet. Zwei Musiker wechseln sich hierbei nach obigem Muster ab. Ein Instrument spielt einen Vers, auf den das zweite Instrument diesen Vers aufnimmt. Gegen Ende nimmt das erste Instrument wieder auf.